# Weltmeisterschaften im Modernen Fünfkampf 1951
Die dritten Weltmeisterschaften im Modernen Fünfkampf wurden 1951 wieder in Helsingborg, Schweden, ausgetragen. Der Schwede Lars Hall gewann seine Weltmeistertitel Nummer vier und fünf.

## Herren

### Einzel
| Platz | Land     | Sportler          |
| ----- | -------- | ----------------- |
| 1     | Schweden | Lars Hall         |
| 2     | Finnland | Lauri Vilkko      |
| 3     | Schweden | Torsten Lindqvist |

### Mannschaft
| Platz | Land      | Sportler                                                       |
| ----- | --------- | -------------------------------------------------------------- |
| 1     | Schweden  | Lars Hall Sune Wehlin Torsten Lindqvist                        |
| 2     | Finnland  | Ville Taalikka Lauri Vilkko Victor Platan                      |
| 3     | Brasilien | Aloisio Alves Borges Eduardo Leal Medeiros Eric Tinoco Marques |

## Medaillenspiegel
| Platz | Land      | Goldmedaille | Silbermedaille | Bronzemedaille |
| 1     | Schweden  | 2            | –              | –              |
| 2     | Finnland  | –            | 2              | 1              |
| 3     | Brasilien | –            | –              | 1              |